# Orchestre symphonique de Trondheim
L'orchestre symphonique de Trondheim (norvégien : Trondheim Symfoniorkester og Opera, aussi abrégé TSO) est un orchestre norvégien, originaire d'Olavshallen, Trondheim. L'orchestre symphonique et l'opéra de Trondheim donnent jusqu'à 100 concerts par an et, en 2009, commence également à travailler au développement d'un département professionnel d'opéra et de théâtre musical. En collaboration avec TrondheimSolistene, l'orchestre symphonique développe un modèle d'orchestre qui donne accès à 90 musiciens. 

## Histoire
En 1989, la construction de l'Olavshallen est achevée et l'orchestre quitte Frimurerlogen pour s'installer dans la nouvelle salle de concert cette année-là. L'orchestre se compose actuellement d'environ 85 musiciens et donne une centaine de concerts par an. En 2009, l'orchestre commence à développer un département professionnel d'opéra et de théâtre musical.
L'actuelle chef d'orchestre et directrice artistique de l'orchestre est Han-na Chang, depuis la saison 2017-2018. Elle avait déjà occupé le poste de premier chef invité de l'orchestre à partir de la saison 2013-2014. Elle est nommée chef d'orchestre principal en mars 2016 et est la première femme chef d'orchestre à être nommée chef d'orchestre principal de l'orchestre. En novembre 2018, l'orchestre annonce la prolongation du contrat de Chang en tant que chef d'orchestre principal jusqu'à la saison 2022-2023. Chang devrait terminer son mandat de chef d'orchestre principal de l'Orchestre symphonique de Trondheim à la fin de la saison 2024-2025.
En septembre 2020, James Gaffigan dirige l'orchestre pour la première fois en tant qu'invité. En février 2021, l'orchestre nomme Gaffigan son nouveau chef principal invité, avec effet immédiat, avec un contrat initial de deux saisons.
En août 2024, Adam Hickox est le premier chef invité de l'orchestre. En novembre 2024, l'orchestre annonce la nomination de Hickox comme son prochain chef d'orchestre principal, à compter de la saison 2025-2026. 